# Mate Pavić
Mate Pavić (* 4. července 1993 Split) je chorvatský profesionální tenista hrající levou rukou, deblový specialista. V letech 2018–2025 byl opakovaně světovou jedničkou ve čtyřhře, kterou se stal jako padesátý druhý v pořadí a historicky první tenisová jednička z Chorvatska. Ve čtyřech obdobích na čele strávil devadesát sedm týdnů. Na grandslamu zvítězil ve čtyřech mužských a třech smíšených čtyřhrách. Triumfem v mužském deblu French Open 2024 zkompletoval jako dvacátý čtvrtý kariérní grandslam a jako šestý kariérní Zlatý slam v této soutěži, když ovládl všechny čtyři grandslamové turnaje i letní olympiádu 2020.
Ve své dosavadní kariéře na okruhu ATP Tour vyhrál čtyřicet dva deblových turnajů včetně devíti Mastersů. Mezi aktivními deblisty drží rekordní počet trofejí. V roce 2017 se stabilním spoluhráčem stal Rakušan Oliver Marach, mezi roky 2021 a 2023 jím byl krajan Nikola Mektić a od ročníku 2024 začal nastupovat s Marcelem Arévalem. Na challengerech ATP a okruhu ITF získal čtyři tituly ve dvouhře a sedmnáct ve čtyřhře.
Na žebříčku ATP byl ve dvouhře nejvýše klasifikován v květnu 2013 na 295. místě a ve čtyřhře pak v květnu 2018 na 1. místě. Trénuje ho sestra, bývalá tenistka Nadja Pavićová. Dříve tuto roli plnili Španěl Félix Mantilla Botella a John Farrington.
Na grandslamu získal sedm deblových titulů. Smíšenou čtyřhru US Open 2016 vyhrál s Němkou Laurou Siegemundovou, když dvojice nastoupila do prvního společného turnaje. Mix na Australian Open 2018 ovládl v páru s Kanaďankou Gabrielou Dabrowskou. Na témže majoru si připsal „double“ po trofeji z mužské čtyřhry melbournského grandslamu, jíž odehrál po boku Olivera Maracha. Jako poražení finalisté pak oba odešli z Wimbledonu 2017 po prohře s Łukaszem Kubotem a Marcelem Melem ve druhém nejdelším wimbledonském finále čtyřhry. Dvě finále prohrál na French Open 2018, s Marachech v mužské čtyřhře a po boku Dabrowské ve smíšené čtyřhře. Deblový triumf na US Open 2020 vybojoval s Brunem Soaresem. Třetí titul z mixu získal ve Wimbledonu 2023 a čtvrtý z mužské čtyřhry na 2024 s Marcelem Arévalem.
V chorvatském daviscupovém týmu debutoval v roce 2013 baráží o světovou skupinu proti Velké Británii, v němž prohrál spolu s Ivanem Dodigem čtyřhru a ve dvouhře nestačil na Dana Evanse. Chorvati prohráli 1:4 na zápasy. Do září 2025 v soutěži nastoupil k dvaceti mezistátním utkáním s bilancí 0–1 ve dvouhře a 10–10 ve čtyřhře.

## Soukromý život
Narodil se roku 1993 v chorvatském přístavním městu Split do rodiny tenisového kouče Jakova a učitelky v mateřské školce Snjezany Pavićových. Má dvě sestry Nadju a Mateu Pavićovy. Kariéru rozvíjel v tenisové akademii Barcelony pod dohledem trenéra Antonia Martineze. Tenis začal hrát v pěti letech. Za preferovaný povrch uvedl trávu a jako silný úder bekhendový volej.

## Tenisová kariéra
Premiérový titul na okruhu ATP Tour vybojoval na květnovém Open de Nice Côte d’Azur 2015 v Nice, když ve finále čtyřhry s Novozélanďanem Michaelem Venusem porazili favorizovaný pár Jean-Julien Rojer a Horia Tecău, jehož členové za více než měsíc zvítězili ve Wimbledonu. Na londýnském grandslamu vypadl se svým novozélandským spoluhráčem ve třetím kole poté, co nestačili na světové jedničky bratry Bryanovi.
Jako poražený finalista odešel z červencového Claro Open Colombia 2015 v Bogotě. Opět s Venusem nenašli recept na francouzsko-českou dvojici Édouard Roger-Vasselin a Radek Štěpánek, které podlehli ve dvou setech. Následovaly tři turnajové triumfy v sezóně 2016, když s Venusem nejprve zvítězili v Aucklandu a následně i ve francouzských Montpellieru a Marseille.

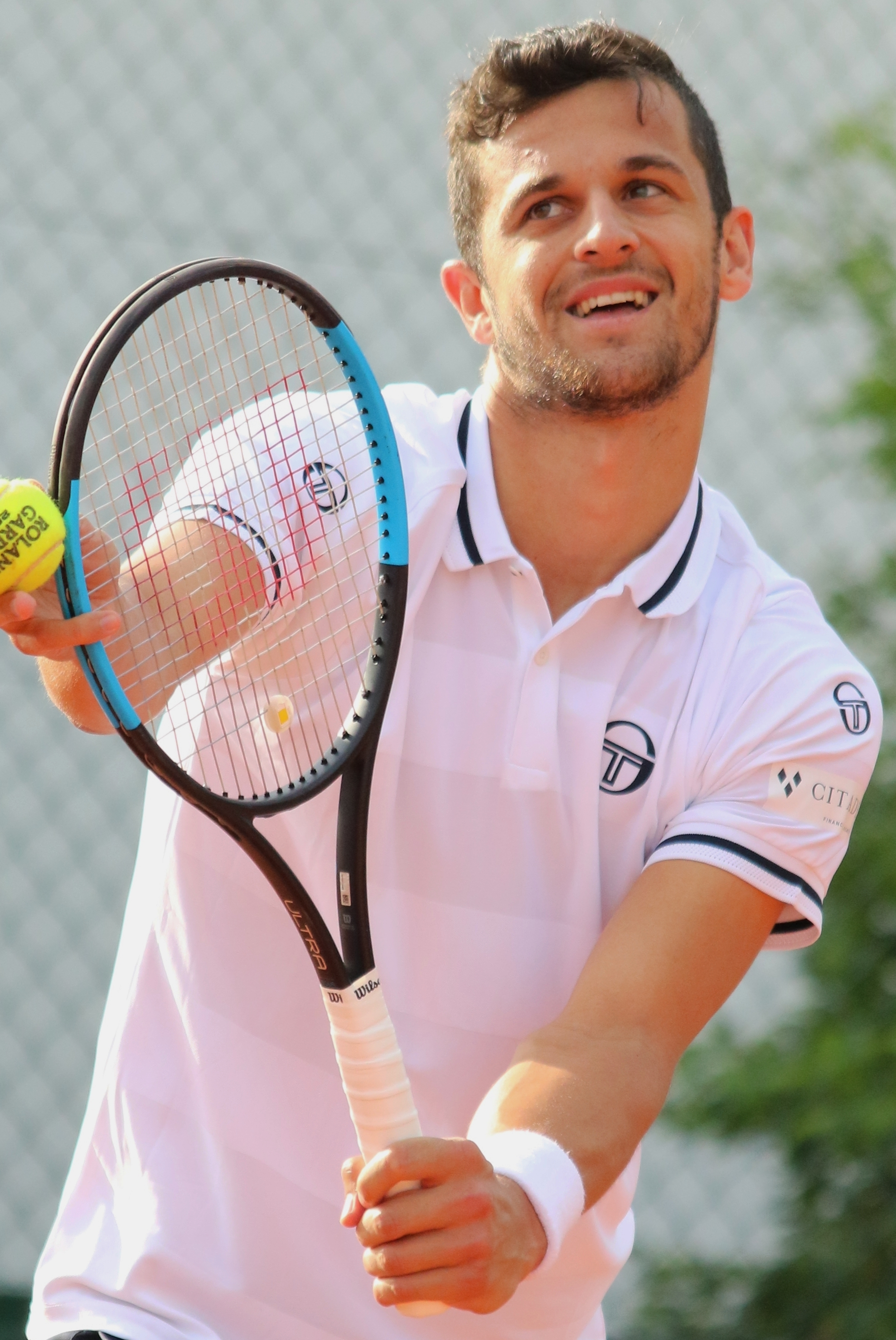
Na French Open 2018

Na jaře sezóny 2017 navázal spolupráci s rakouským deblistou Oliverem Marachem. Z úvodních tří finále odešli poraženi, když nezvládli závěrečné zápasy na travnatých událostech – MercedesCupu 2017 ve Stuttgartu, tureckém Antalya Open 2017, a premiérovém grandslamovém finále v mužském deblu, které odehráli ve Wimbledonu. Již semifinálovou pětisetovou bitvu proti chorvatskému páru Nikola Mektić a Franko Škugor rozhodli až v poslední sadě poměrem gamů 17–15. Závěrečný duel se čtvrtou nasazenou dvojicí Łukasz Kubot a Marcelo Melo měl podobný průběh. Rozhodující set skončil poměrem her 13–11, když si Pavić v posledním gamu prohrál poprvé v utkání vlastní servis. Za nejdelším wimbledonským finále v mužském deblu zaostal zápas časem 4.40 hodin pouze o 21 minut. Z pozice náhradníků nastoupili s Marachem do závěrečného Turnaje mistrů – ATP Finals 2017 v Londýně, kde pro jediné utkání vystřídali Dodiga s Granollersem. Zápas proti bratrům Bryanovým prohráli ve dvou setech.
Debutovou trofej s Marachem si odvezl z červencového German Open 2017 v Hamburku, kde potvrdili roli turnajových jedniček. Vybojoval tak první titul z kategorie ATP 500 a jako pár nastartovali šňůru pěti finálových výher. Po triumfu na říjnovém Stockholm Open 2017 otevřeli sezónu 2018 14zápasovou neporazitelností, během níž vybojovali trofeje na dauhaském Qatar ExxonMobil Open 2018, aucklandského ASB Classic 2018 a zejména grandslamovém Australian Open 2018. Ve dvousetovém finále zdolali v Melbourne Parku kolumbijské turnajové jedenáctky Juana Sebastiána Cabala s Robertem Farahem. Po květnovém čtvrtfinále Rome Masters 2018 se stal historicky první tenisovou jedničkou pocházející z Chorvatska, když v čele deblového žebříčku ATP předstihl o 30 bodů Poláka Łukasze Kubota. Zároveň se ve 24 letech stal nejmladším prvním hráčem světa od roku 1996 a Australana Todda Woodbridge. S dohráním červencového Wimbledonu 2018 jej po osmi týdnech vystřídal 40letý Američan Mike Bryan.
Na French Open 2024 triumfoval se Salvadorcem Marcelem Arévalem. V souboji o titul zdolali italské turnajové jedenáctky Simone Bolelliho s Andreou Vavassorim ve dvou sadách. Italy porazili i ve čtvrtém vzájemném duelu. Od navázání spolupráce v lednu 2024 získal s Arévalem třetí společnou trofej, jíž navázali na vítězství na Hong Kong Open a Geneva Open. Jako turnajové jedničky se s Arévalem probojovaly do finále čtyřhry Turnaje mistrů, turínského ATP Finals 2024. Porážka od Němců Kevina Krawietze a Tima Pütze jej připravila o zkompletování kariérního Super Slamu, výhry na všech grandslamech, olympiádě a Turnaji mistrů.
V pozici deblových světových jedniček s Arevalem vyhráli BNP Paribas Open v Indian Wells i navazující Miami Open 2025. Stali se tak šestým mužským párem, který získal Sunshine Double označující zisk obou amerických Mastersů v jedné sezóně. V indianwellském finále porazili Američana Sebastiana Kordu s Australanem Jordanem Thompsonem. V soutěži vyřadili čtyři dvojice složené ze singlistů první světové padesátky. Na miamském Hard Rock Stadium pak v souboji o titul zdolali šesté nasazené Brity Juliana Cashe s Lloydemi Glasspoolem. Čtyřicátou trofejí z Indian Wells se na čele statistik titulů ATP u aktivních deblistů odpoutal od Marcela Mela, s nímž rekord sdílel. V Indian Wells také jako šestý deblista zkompletoval finálové účasti na všech devíti Mastersech. Ve čtvrtfinále srpnových Mastersů, National Bank Open a Cincinnati Open 2025, s Arévalem podlehli Salisburymu a Nealu Skupskému. Ztráta bodů znamenala, že v následném vydání žebříčku, z 18. srpna 2025, opustili pozici světových deblových jedniček, kterou obývali 40 týdnů od listopadu 2024.

## Finále na Grand Slamu

### Mužská čtyřhra: 8 (4–4)
| Stav      | rok  | turnaj          | povrch | spoluhráč       | soupeři ve finále                   | výsledek                                |
| --------- | ---- | --------------- | ------ | --------------- | ----------------------------------- | --------------------------------------- |
| Finalista | 2017 | Wimbledon       | tráva  | Oliver Marach   | Łukasz Kubot Marcelo Melo           | 7–5, 5–7, 6–7(2–7), 6–3, 11–13          |
| Vítěz     | 2018 | Australian Open | tvrdý  | Oliver Marach   | Juan Sebastián Cabal Robert Farah   | 6–4, 6–4                                |
| Finalista | 2018 | French Open     | antuka | Oliver Marach   | Pierre-Hugues Herbert Nicolas Mahut | 2–6, 6–7(4–7)                           |
| Vítěz     | 2020 | US Open         | tvrdý  | Bruno Soares    | Wesley Koolhof Nikola Mektić        | 7–5, 6–3                                |
| Finalista | 2020 | French Open     | antuka | Bruno Soares    | Kevin Krawietz Andreas Mies         | 3–6, 5–7                                |
| Vítěz     | 2021 | Wimbledon       | tráva  | Nikola Mektić   | Marcel Granollers Horacio Zeballos  | 6–4, 7–6(7–5), 2–6, 7–5                 |
| Finalista | 2022 | Wimbledon       | tráva  | Nikola Mektić   | Matthew Ebden Max Purcell           | 6–7(5–7), 7–6(7–3), 6–4, 4–6, 6–7(2–10) |
| Vítěz     | 2024 | French Open     | antuka | Marcelo Arévalo | Simone Bolelli Andrea Vavassori     | 7–5, 6–3                                |

### Smíšená čtyřhra: 5 (3–2)
| Stav      | rok  | turnaj          | povrch | spoluhráčka         | soupeři ve finále             | výsledek              |
| --------- | ---- | --------------- | ------ | ------------------- | ----------------------------- | --------------------- |
| Vítěz     | 2016 | US Open         | tvrdý  | Laura Siegemundová  | Coco Vandewegheová Rajeev Ram | 6–4, 6–4              |
| Vítěz     | 2018 | Australian Open | tvrdý  | Gabriela Dabrowská  | Tímea Babosová Rohan Bopanna  | 2–6, 6–4, [11–9]      |
| Finalista | 2018 | French Open     | antuka | Gabriela Dabrowská  | Latisha Chan Ivan Dodig       | 1–6, 7–6(7–5), [8–10] |
| Finalista | 2019 | French Open     | antuka | Gabriela Dabrowská  | Latisha Chan Ivan Dodig       | 1–6, 6–7(5–7)         |
| Vítěz     | 2023 | Wimbledon       | tráva  | Ljudmyla Kičenoková | Joran Vliegen Sü I-fan        | 6–4, 6–7(9–11), 6–3   |

## Finále na Turnaji mistrů

### Čtyřhra: 2 (0–2)
| Stav      | rok  | turnaj        | povrch    | spoluhráč       | soupeři ve finále        | výsledek finále    |
| --------- | ---- | ------------- | --------- | --------------- | ------------------------ | ------------------ |
| Finalista | 2022 | Turín, Itálie | tvrdý (h) | Nikola Mektić   | Rajeev Ram Joe Salisbury | 6–7(4–7), 4–6      |
| Finalista | 2024 | Turín, Itálie | tvrdý (h) | Marcelo Arévalo | Kevin Krawietz Tim Pütz  | 6–7(5–7), 6–7(6–8) |

## Utkání o olympijské medaile

### Mužská čtyřhra: 1 (1 zlatá medaile)
| Stav  | rok  | místo konání    | povrch | spoluhráč     | soupeři                | výsledek         |
| ----- | ---- | --------------- | ------ | ------------- | ---------------------- | ---------------- |
| Zlato | 2020 | Tokio, Japonsko | tvrdý  | Nikola Mektić | Marin Čilić Ivan Dodig | 6–4, 3–6, [10–7] |

## Finále na okruhu ATP Tour

### Čtyřhra: 75 (42–33)
| Legenda                     |
| --------------------------- |
| Grand Slam (4–4)            |
| Olympijské hry (1–0)        |
| Turnaj mistrů (0–2)         |
| ATP Tour Masters 1000 (9–6) |
| ATP Tour 500 (4–6)          |
| ATP Tour 250 (24–15)        |

| Stav      | č.  | datum              | turnaj                                   | kategorie      | povrch    | spoluhráč       | soupeři ve finále                     | výsledek                                |
| --------- | --- | ------------------ | ---------------------------------------- | -------------- | --------- | --------------- | ------------------------------------- | --------------------------------------- |
| Finalista | 1.  | 5. února 2012      | Záhřeb, Chorvatsko                       | ATP 250        | tvrdý (h) | Ivan Dodig      | Marcos Baghdatis Michail Južnyj       | 2–6, 2–6                                |
| Finalista | 2.  | 10. února 2013     | Záhřeb, Chorvatsko                       | ATP 250        | tvrdý (h) | Ivan Dodig      | Julian Knowle Filip Polášek           | 3–6, 3–6                                |
| Finalista | 3.  | 5. ledna 2014      | Čennaí, Indie                            | ATP 250        | tvrdý     | Marin Draganja  | Johan Brunström Frederik Nielsen      | 2–6, 6–4, [7–10]                        |
| Vítěz     | 1.  | 23. května 2015    | Nice, Francie                            | ATP 250        | antuka    | Michael Venus   | Jean-Julien Rojer Horia Tecău         | 7–6(7–4), 2–6, [10–7]                   |
| Finalista | 4.  | 20. července 2015  | Newport, Spojené státy                   | ATP 250        | tráva     | Nicholas Monroe | Jonathan Marray Ajsám Kúreší          | 6–4, 3–6, [8–10]                        |
| Finalista | 5.  | 26. července 2015  | Bogotá, Kolumbie                         | ATP 250        | tvrdý     | Michael Venus   | Édouard Roger-Vasselin Radek Štěpánek | 5–7, 3–6                                |
| Finalista | 6.  | 25. října 2015     | Stockholm, Švédsko                       | ATP 250        | tvrdý (h) | Michael Venus   | Nicholas Monroe Jack Sock             | 5-7, 2-6                                |
| Vítěz     | 2.  | 16. ledna 2016     | Auckland, Nový Zéland                    | ATP 250        | tvrdý     | Michael Venus   | Eric Butorac Scott Lipsky             | 7-5, 6-4                                |
| Vítěz     | 3.  | 7. února 2016      | Montpellier, Francie                     | ATP 250        | tvrdý (h) | Michael Venus   | Alexander Zverev Mischa Zverev        | 7–5, 7–6(7–4)                           |
| Vítěz     | 4.  | 21. února 2016     | Marseille, Francie                       | ATP 250        | tvrdý (h) | Michael Venus   | Jonatan Erlich Colin Fleming          | 6–2, 6–3                                |
| Finalista | 7.  | 21. května 2016    | Nice, Francie                            | ATP 250        | antuka    | Michael Venus   | Juan Sebastián Cabal Robert Farah     | 6–4, 4–6, [8–10]                        |
| Vítěz     | 5.  | 12. června 2016    | Rosmalen, Nizozemsko                     | ATP 250        | tráva     | Michael Venus   | Dominic Inglot Raven Klaasen          | 3–6, 6–3, [11–9]                        |
| Finalista | 8.  | 24. července 2016  | Gstaad, Švýcarsko                        | ATP 250        | antuka    | Michael Venus   | Julio Peralta Horacio Zeballos        | 6–7(2–7), 2–6                           |
| Finalista | 9.  | 25. září 2016      | Mety, Francie                            | ATP 250        | tvrdý     | Michael Venus   | Julio Peralta Horacio Zeballos        | 3–6, 6–7(4–7)                           |
| Finalista | 10. | 23. října 2016     | Stockholm, Švédsko (2)                   | ATP 250        | tvrdý (h) | Michael Venus   | Elias Ymer Mikael Ymer                | 1–6, 1–6                                |
| Vítěz     | 6.  | 16. dubna 2017     | Marrakéš, Maroko                         | ATP 250        | antuka    | Dominic Inglot  | Marcel Granollers Marc López          | 6–4, 2–6, [11–9]                        |
| Finalista | 11. | 12. června 2017    | Stuttgart, Německo                       | ATP 250        | tráva     | Oliver Marach   | Jamie Murray Bruno Soares             | 7–6(7–4), 5–7, [5–10]                   |
| Finalista | 12. | 25. června 2017    | Antalya, Turecko                         | ATP 250        | tráva     | Oliver Marach   | Robert Lindstedt Ajsám Kúreší         | 5–7, 1–4skreč                           |
| Finalista | 13. | 5. července 2017   | Wimbledon, Londýn, Spojené království    | Grand Slam     | tráva     | Oliver Marach   | Łukasz Kubot Marcelo Melo             | 7–5, 5–7, 6–7(2–7), 6–3, 11–13          |
| Vítěz     | 7.  | 30. července 2017  | Hamburk, Německo                         | ATP 500        | antuka    | Ivan Dodig      | Pablo Cuevas Marc López               | 6–3, 6–4                                |
| Vítěz     | 8.  | 22. října 2017     | Stockholm, Švédsko                       | ATP 250        | tvrdý (h) | Oliver Marach   | Ajsám Kúreší Jean-Julien Rojer        | 3–6, 7–6(8–6), [10–4]                   |
| Vítěz     | 9.  | 7. ledna 2018      | Dauhá, Katar                             | ATP 250        | tvrdý     | Oliver Marach   | Jamie Murray Bruno Soares             | 6–2, 7–6(8–6)                           |
| Vítěz     | 10. | 14. ledna 2018     | Auckland, Nový Zéland (2)                | ATP 250        | tvrdý     | Oliver Marach   | Max Mirnyj Philipp Oswald             | 6–4, 5–7, [10–7]                        |
| Vítěz     | 11. | 30. ledna 2018     | Australian Open, Melbourne, Austrálie    | Grand Slam     | tvrdý     | Oliver Marach   | Juan Sebastián Cabal Robert Farah     | 6–4, 6–4                                |
| Finalista | 14. | 18. února 2018     | Rotterdam, Nizozemsko                    | ATP 500        | tvrdý (h) | Oliver Marach   | Pierre-Hugues Herbert Nicolas Mahut   | 6–2, 2–6, [7–10]                        |
| Finalista | 15. | 13. dubna 2018     | Monte-Carlo, Monako                      | Masters 1000   | antuka    | Oliver Marach   | Bob Bryan Mike Bryan                  | 6–7(5–7), 3–6                           |
| Vítěz     | 12. | 26. května 2018    | Ženeva, Švýcarsko                        | ATP 250        | antuka    | Oliver Marach   | Ivan Dodig Rajeev Ram                 | 3–6, 7–6(7–3), [11–9]                   |
| Finalista | 16. | 5. června 2018     | French Open, Paříž, Francie              | Grand Slam     | antuka    | Oliver Marach   | Pierre-Hugues Herbert Nicolas Mahut   | 2–6, 6–7(4–7)                           |
| Finalista | 17. | 7. července 2018   | Hamburk, Německo                         | ATP 500        | antuka    | Oliver Marach   | Julio Peralta Horacio Zeballos        | 1–6, 6–4, [6–10]                        |
| Vítěz     | 13. | 30. září 2018      | Čcheng-tu, Čína                          | ATP 250        | tvrdý     | Ivan Dodig      | Austin Krajicek Džívan Nedunčežijan   | 6–2, 6–4                                |
| Finalista | 18. | 7. října 2018      | Peking, Čína                             | ATP 500        | tvrdý     | Oliver Marach   | Łukasz Kubot Marcelo Melo             | 1–6, 4–6                                |
| Vítěz     | 14. | 25. května 2019    | Ženeva, Švýcarsko (2)                    | ATP 250        | antuka    | Oliver Marach   | Matthew Ebden Robert Lindstedt        | 6–4, 6–4                                |
| Vítěz     | 15. | 13. října 2019     | Šanghaj, Čína                            | Masters 1000   | tvrdý     | Bruno Soares    | Łukasz Kubot Marcelo Melo             | 6–4, 6–2                                |
| Finalista | 19. | 20. října 2019     | Stockholm, Švédsko                       | ATP 250        | tvrdý (h) | Bruno Soares    | Henri Kontinen Édouard Roger-Vasselin | 4–6, 2–6                                |
| Vítěz     | 16. | 9. února 2020      | Montpellier, Francie (2)                 | ATP 250        | tvrdý (h) | Nikola Ćaćić    | Ajsám Kúreší Dominic Inglot           | 6–4, 6–7(4–7), [10–4]                   |
| Vítěz     | 17. | 10. září 2020      | US Open, New York, Spojené státy         | Grand Slam     | tvrdý     | Bruno Soares    | Wesley Koolhof Nikola Mektić          | 7–5, 6–3                                |
| Finalista | 20. | 20. září 2020      | Hamburk, Německo                         | ATP 500        | antuka    | Ivan Dodig      | John Peers Michael Venus              | 3–6, 4–6                                |
| Finalista | 21. | 10. října 2020     | French Open, Paříž, Francie              | Grand Slam     | antuka    | Bruno Soares    | Kevin Krawietz Andreas Mies           | 3–6, 5–7                                |
| Finalista | 22. | 8. listopadu 2020  | Paříž, Francie                           | Masters 1000   | tvrdý (h) | Bruno Soares    | Félix Auger-Aliassime Hubert Hurkacz  | 7–6(7–3), 6–7(7–9), [2–10]              |
| Vítěz     | 18. | 12. ledna 2021     | Antalya, Turecko                         | ATP 250        | tvrdý     | Nikola Mektić   | Ivan Dodig Filip Polášek              | 6–2, 6–4                                |
| Vítěz     | 19. | 7. února 2021      | Melbourne, Austrálie                     | ATP 250        | tvrdý     | Nikola Mektić   | Jérémy Chardy Fabrice Martin          | 7–6(7–2), 6–3                           |
| Vítěz     | 20. | 7. března 2021     | Rotterdam, Nizozemsko                    | ATP 500        | tvrdý (h) | Nikola Mektić   | Kevin Krawietz Horia Tecău            | 7–6(9–7), 6–2                           |
| Finalista | 23. | 20. března 2021    | Dubaj, Spojené arabské emiráty           | ATP 500        | tvrdý     | Nikola Mektić   | Juan Sebastián Cabal Robert Farah     | 6–7(0–7), 6–7(4–7)                      |
| Vítěz     | 21. | 3. dubna 2021      | Miami, Spojené státy                     | Masters 1000   | tvrdý     | Nikola Mektić   | Daniel Evans Neal Skupski             | 6–4, 6–4                                |
| Vítěz     | 22. | 18. dubna 2021     | Monte-Carlo, Monako                      | Masters 1000   | antuka    | Nikola Mektić   | Daniel Evans Neal Skupski             | 6–3, 4–6, [10–7]                        |
| Finalista | 24. | 9. května 2021     | Madrid, Španělsko                        | Masters 1000   | antuka    | Nikola Mektić   | Marcel Granollers Horacio Zeballos    | 6–1, 3–6, [8–10]                        |
| Vítěz     | 23. | 16. května 2021    | Řím, Itálie                              | Masters 1000   | antuka    | Nikola Mektić   | Rajeev Ram Joe Salisbury              | 6–4, 7–6(7–4)                           |
| Vítěz     | 24. | 25. června 2021    | Eastbourne, Spojené království           | ATP 250        | tráva     | Nikola Mektić   | Rajeev Ram Joe Salisbury              | 6–4, 6–3                                |
| Vítěz     | 25. | 10. července 2021  | Wimbledon, Londýn, Spojené království    | Grand Slam     | tráva     | Nikola Mektić   | Marcel Granollers Horacio Zeballos    | 6–4, 7–6(7–5), 2–6, 7–5                 |
| Vítěz     | 26. | 30. července 2021  | Tokio, Japonsko                          | Olympijské hry | tvrdý     | Nikola Mektić   | Marin Čilić Ivan Dodig                | 6–4, 3–6, [10–7]                        |
| Finalista | 25. | 15. srpna 2021     | Toronto, Kanada                          | Masters 1000   | tvrdý     | Nikola Mektić   | Rajeev Ram Joe Salisbury              | 3–6, 6–4, [3–10]                        |
| Finalista | 26. | 26. února 2022     | Dubaj, Spojené arabské emiráty           | ATP 250        | tvrdý     | Nikola Mektić   | Tim Pütz Michael Venus                | 3–6, 7–6(7–5), [14–16]                  |
| Finalista | 27. | 24. dubna 2022     | Bělehrad, Srbsko                         | ATP 250        | antuka    | Nikola Mektić   | Ariel Behar Gonzalo Escobar           | 6–2, 3–6, [10–7]                        |
| Vítěz     | 27. | 15. května 2022    | Řím, Itálie (2)                          | Masters 1000   | antuka    | Nikola Mektić   | John Isner Diego Schwartzman          | 6–2, 6–7(6–8), [12–10]                  |
| Vítěz     | 28. | 21. května 2022    | Ženeva, Švýcarsko (3)                    | ATP 250        | antuka    | Nikola Mektić   | Pablo Andújar Matwé Middelkoop        | 2–6, 6–2, [10–3]                        |
| Vítěz     | 29. | 12. června 2022    | Stuttgart, Německo                       | ATP 250        | tráva     | Hubert Hurkacz  | Tim Pütz Michael Venus                | 7–6(7–3), 7–6(7–5)                      |
| Vítěz     | 30. | 19. června 2022    | Queen's Club, Londýn, Spojené království | ATP 500        | tráva     | Nikola Mektić   | Lloyd Glasspool Harri Heliövaara      | 3–6, 7–6(7–3), [10–6]                   |
| Vítěz     | 31. | 24. června 2022    | Eastbourne, Spojené království (2)       | ATP 250        | tráva     | Nikola Mektić   | Matwé Middelkoop Luke Saville         | 6–4, 6–2                                |
| Finalista | 28. | 19. července 2022  | Wimbledon, Londýn, Spojené království    | Grand Slam     | tráva     | Nikola Mektić   | Matthew Ebden Max Purcell             | 6–7(5–7), 7–6(7–3), 6–4, 4–6, 6–7(2–10) |
| Vítěz     | 32. | 9. října 2022      | Astana, Kazachstán                       | ATP 500        | tvrdý (h) | Nikola Mektić   | Adrian Mannarino Fabrice Martin       | 6–4, 6–2                                |
| Finalista | 29. | 20. listopadu 2022 | Turín, Itálie                            | Turnaj mistrů  | tvrdý (h) | Nikola Mektić   | Rajeev Ram Joe Salisbury              | 6–7(4–7), 4–6                           |
| Vítěz     | 33. | 14. ledna 2023     | Auckland, Nový Zéland (3)                | ATP 250        | tvrdý     | Nikola Mektić   | Nathaniel Lammons Jackson Withrow     | 6–4, 6–7(5–7), [10–6]                   |
| Vítěz     | 34. | 18. června 2023    | Stuttgart, Německo (2)                   | ATP 250        | tráva     | Nikola Mektić   | Kevin Krawietz Tim Pütz               | 7–6(7–2), 6–3                           |
| Vítěz     | 35. | 30. června 2023    | Eastbourne, Spojené království (3)       | ATP 250        | tráva     | Nikola Mektić   | Ivan Dodig Austin Krajicek            | 6–4, 6–2                                |
| Finalista | 30. | 3. října 2023      | Astana, Kazachstán                       | ATP 250        | tvrdý     | John Peers      | Nathaniel Lammons Jackson Withrow     | 6–7(4–7), 6–7(7–9)                      |
| Vítěz     | 36. | leden 2024         | Hongkong, Čína                           | ATP 250        | tvrdý     | Marcelo Arévalo | Sander Gillé Joran Vliegen            | 7–6(7–3), 6–4                           |
| Finalista | 31. | květen 2024        | Řím, Itálie                              | Masters 1000   | antuka    | Marcelo Arévalo | Marcel Granollers Horacio Zeballos    | 2–6, 2–6                                |
| Vítěz     | 37. | květen 2024        | Ženeva, Švýcarsko                        | ATP 250        | antuka    | Marcelo Arévalo | Jean-Julien Rojer Lloyd Glasspool     | 7–6(7–2), 7–5                           |
| Vítěz     | 38. | červen 2024        | French Open, Paříž, Francie              | Grand Slam     | antuka    | Marcelo Arévalo | Simone Bolelli Andrea Vavassori       | 7–5, 6–3                                |
| Vítěz     | 39. | srpen 2024         | Cincinnati, Spojené státy                | Masters 1000   | tvrdý     | Marcelo Arévalo | Mackenzie McDonald Alex Michelsen     | 6–2, 6–4                                |
| Finalista | 32. | listopad 2024      | Turín, Itálie                            | Turnaj mistrů  | tvrdý (h) | Marcelo Arévalo | Kevin Krawietz Tim Pütz               | 6–7(5–7), 6–7(6–8)                      |
| Vítěz     | 40. | březen 2025        | Indian Wells, Spojené státy              | Masters 1000   | tvrdý     | Marcelo Arévalo | Sebastian Korda Jordan Thompson       | 6–3, 6–4                                |
| Vítěz     | 41. | duben 2025         | Miami, Spojené státy (2)                 | Masters 1000   | tvrdý     | Marcelo Arévalo | Julian Cash Lloyd Glasspool           | 7–6(7–3), 6–3                           |
| Finalista | 33. | květen 2025        | Madrid, Španělsko                        | Masters 1000   | antuka    | Marcelo Arévalo | Marcel Granollers Horacio Zeballos    | 4–6, 4–6                                |
| Vítěz     | 42. | květen 2025        | Řím, Itálie (3)                          | Masters 1000   | antuka    | Marcelo Arévalo | Sadio Doumbia Fabien Reboul           | 6–4, 6–7(6–8), [13–11]                  |

## Finále na juniorském Grand Slamu

### Čtyřhra juniorů: 1 (1–0)
| Stav  | rok  | turnaj    | povrch | spoluhráč     | soupeři ve finále          | výsledek      |
| ----- | ---- | --------- | ------ | ------------- | -------------------------- | ------------- |
| Vítěz | 2011 | Wimbledon | tráva  | George Morgan | Oliver Golding Jiří Veselý | 3–6, 6–4, 7–5 |

## Postavení na konečném žebříčku ATP

### Dvouhra
| Rok    | 2009  | 2010    | 2011   | 2012   | 2013   | 2014   | 2015   | 2016    | 2017   | 2018–2024 |
| Pořadí | 1508. | ▲ 1421. | ▲ 884. | ▲ 417. | ▲ 370. | ▼ 408. | ▼ 638. | ▼ 1191. | ▲ 938. | —         |

### Čtyřhra
| Rok    | 2011 | 2012   | 2013  | 2014  | 2015  | 2016  | 2017  | 2018 | 2019  | 2020 | 2021 | 2022 | 2023  | 2024 |
| Pořadí | 389. | ▲ 145. | ▲ 69. | ▲ 56. | ▲ 54. | ▲ 29. | ▲ 17. | ▲ 4. | ▼ 18. | ▲ 4. | ▲ 1. | ▼ 5. | ▼ 32. | ▲ 1. |